# Uomini senza donne (raccolta di racconti)
Uomini senza donne è una raccolta di 7 racconti di Haruki Murakami pubblicata nel 2014. I racconti hanno un unico filo conduttore: l'amore (spesso non ricambiato) che provano gli uomini verso delle donne senza le quali si sentono perduti.
Il titolo dei racconti qui raccolti è, nell'ordine: Drive my car, Yesterday, Organo indipendente, Shahrazād, Kino, Samsa innamorato, Uomini senza donne.

## Trasposizioni
Il racconto Drive My Car, che cita nel titolo una canzone dei Beatles, è stato adattato per il cinema nel 2021 in un film omonimo per la regia di Ryūsuke Hamaguchi. L'anno successivo il film si è aggiudicato a Los Angeles il premio Oscar come miglior film internazionale.